# Середньоуранська сільська рада
Середньоура́нська сільська рада (рос. Среднеуранский сельский совет) — сільське поселення у складі Новосергієвського району Оренбурзької області Росії.
Адміністративний центр — селище Середньоуранський.

## Населення
Населення — 1028 осіб (2019; 1160 в 2010, 1247 у 2002).

## Склад
До складу сільської ради входять:
| Населений пункт           | Населення, осіб (2002) | Населення, осіб (2010) |
| ------------------------- | ---------------------- | ---------------------- |
| Балейка, село             | 153                    | 121                    |
| Губовський, селище        | 249                    | 224                    |
| Середньоуранський, селище | 845                    | 815                    |